# Немања Тодоровић Штиплија
Немања Тодоровић Штиплија (Врање, 15. октобар 1984) српски је политиколог, хералдичар и друштвени активиста. Један је од оснивача и директор Центра савремене политике и портала European Western Balkans, чији је главни уредник.

## Детињство и младост
Рођен је у Врању као Немања Тодоровић, 15. октобра 1984. године где је завршио основну школу и Гимназију „Бора Станковић“.
Штиплија је изворно породични надимак, по граду Штипу у Македонији, коју његови преци носе од доласка у јужну Србију средимном 19. века.
После студија финансија и банкарства, неколико година радио је у пословима односа са јавношћу. Своје мастер студије из европске политике је завршио на Масириковом универзитету у Брну 2015. године, а један семестар је провео на универзитету у Констанцу.
Период од 2014 до 2015. године проводи у Бриселу.

## Каријера
Центар савремене политике, заједно са групом ентузијаста уписује у регистар удружења 9. маја 2012. године.
Заједно са још пар колега, 9. маја 2014. године са пар колега из Центра савремене политике покреће портал European Western Balkans који се бави европским интеграцијама Западног Балкана и постаје његов главни и одговорни уредник.
Врањски ОК радио му исте године додељује титулу „Нај Врањанца”, због дрштвене ангажованости.
Маја 2015. године постаје спољни саветник Центра за међународне и безбедносне послове – ИСАК фонда.
Наредне године је објавио публикацију „Европски парламент и Србија: улога Европског парламента у процесу приступања Републике Србије Европској унији” у издању Центра савремене политике. Водич намењен пре свега посланицима Народне скупштине Републике Србије за боље разумевање рада Европског парламента. Промоција водича је одржана у Скупштини Србије 20. септембра 2016. године, на кој је говирио Дејвид Мекалистер и Маја Гојковић.
Био је колумниста Врањских где је писао о политичком и друштвеном животу Врања. Тренутно је повремени колумниста дневних новина Данас. Члан је Радне групе за поглавља 30 и 31 Националног конвента о Европској унији.

## Хералдика и фалеристика
Немања Тодоровић Штиплија је такође хералдичар и фалериста.
Аутор је графичког решења колајни председика Уставног суда Републике Србије и колајне председника Врховног (касационог) суда Републике Србије.
Од 2013. године графичко решење медаљона колајне користи се и као логотип Уставног суда Републике Србије, који се је први пут појавио на јубиларној поштанској марки издатој поводом обележавања 50. година суда аутора Бобана Савића.
Он је заједно са адвокатом Николом Салатићем и архитектом Далибором Станојковићем један од аутора грба и заставе Врања. Одлука о употреби грба и заставе усвојена је на 17. седници Скупштине града Врања, 27. новембра 2013. године.

## Публикације
- Тодоровић, Немања (2016). Европски парламент и Србија: улога Европског парламента у процесу приступања Републике Србије Европској унији. Београд: Центар савремене политике. ISBN 9788686661807.
- Shentov, Ognian (2018). „Part Two: The National Specifics of Russian Economic Influence and State Capture”. The Russian Economic Grip on Central and Eastern Europe. Milton Park: Routledge. ISBN 9781351109376.
- Novaković, Igor; Todorović Štiplija, Nemanja (2020). Privilegovani prijatelj: Kakve koristi ima Srbija od prodaje RTB-a Bor?. Belgrade: Centar savremene politike. ISBN 9788680576114.